# Carla Hinrichs

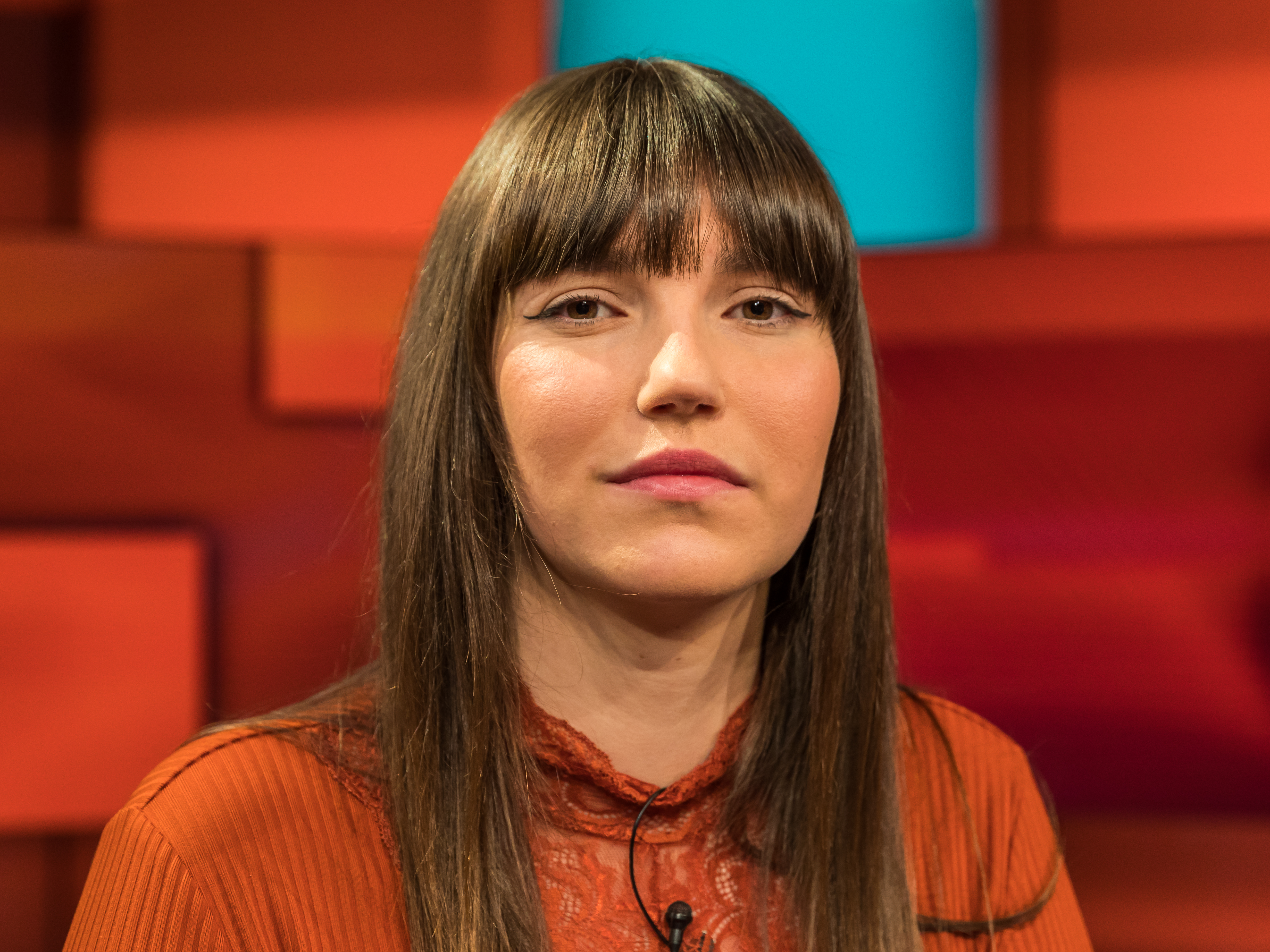
Carla Hinrichs (2023)

Carla Sophie Elisabeth Hinrichs (* 7. Februar 1997 in Bremen) ist eine deutsche Klimaschutzaktivistin, die als eine Sprecherin des Klimabündnisses Letzte Generation bekannt wurde.

## Leben
Carla Hinrichs wuchs als Tochter einer Kuratorin und eines Maschinenbauingenieurs mit zwei jüngeren Geschwistern in einer Kleinstadt bei Bremen auf. Als Schülerin engagierte sie sich für Amnesty International. Nach dem Abitur absolvierte sie ein Praktikum am Landgericht Bremen. Ab 2015 studierte sie Jura an der Universität Bremen und in Portugal. Im Sommer 2021 zog sie nach Berlin. Vor dem ersten juristischen Staatsexamen und vor dem Beginn des Wintersemesters 2021/22 brach sie das Studium ab, um „Recht anzuwenden“, damit „die Welt gerechter wird“. Im Interview bei Jung & Naiv gab sie Ende Februar 2024 an, das Studium lediglich unterbrochen zu haben, um sich vollumfänglich dem Klimaschutzaktivismus zu widmen und immatrikuliert und scheinfrei zu sein, sagte aber, sie könne vermutlich aufgrund ihrer Vorstrafen und noch laufenden Verfahren nicht zum zweiten Staatsexamen zugelassen werden. Nachdem sie sich zunächst bei der Umweltschutzbewegung Extinction Rebellion engagiert hatte, es ihrer Meinung aber „noch etwas [brauchte], was den Druck erhöht“, gründete Hinrichs noch 2021 mit anderen das Bündnis Letzte Generation, das seit Anfang 2022 Blockaden organisiert, bei denen sich Aktivisten auf den Straßen festkleben. Hinrichs wurde von Spendengeldern unterstützt, ist Vollzeitaktivistin und eine Pressesprecherin der Organisation. Als Sprecherin trat sie in einigen Fernseh-Talkshows auf.

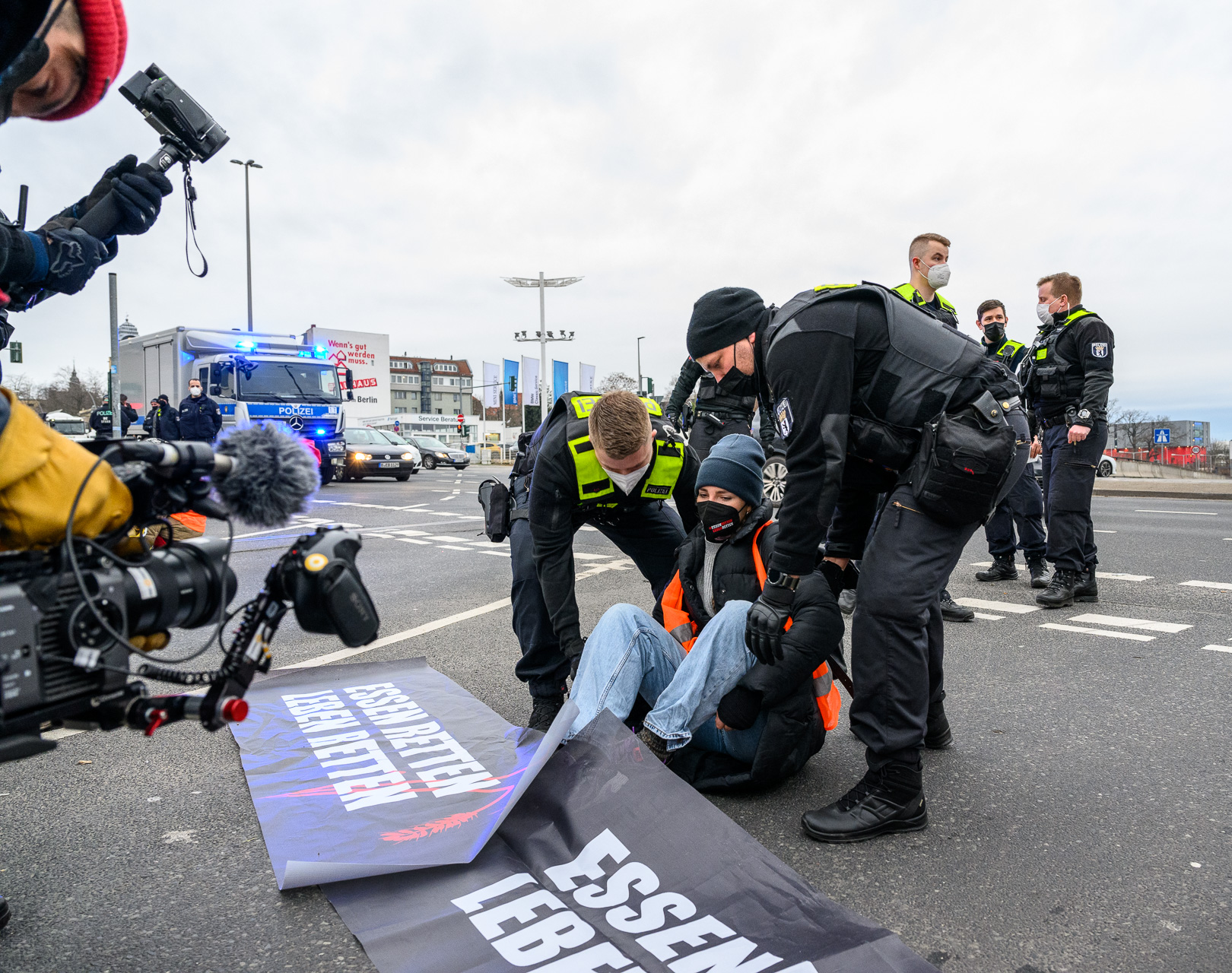
Hinrichs bei einer Straßenblockade in Berlin (2022)

Wegen Nötigung bei einer Straßenblockade im Februar 2022 in Berlin verurteilte das Amtsgericht Tiergarten Hinrichs im März 2023 zu einer Geldstrafe von 600 Euro (20 Tagessätze zu je 30 Euro). Nach einer Blockade im April 2022 in Frankfurt am Main wurde Hinrichs ein Strafbefehl über 1800 Euro (60 Tagessätze) zugestellt. Nach ihrem Einspruch kam es am 11. Mai 2023 vor dem Amtsgericht Frankfurt am Main zur Hauptverhandlung. Hinrichs verteidigte sich selbst und erhielt wegen Nötigung eine Freiheitsstrafe von zwei Monaten, ausgesetzt zur Bewährung auf drei Jahre. Ihre Berufung verwarf das Landgericht Frankfurt am Main am 3. Januar 2024.
Am 24. Mai 2023 durchsuchten Polizeibeamte Hinrichs’ Wohnung, nachdem die Generalstaatsanwaltschaft München Ermittlungen gegen sie und sechs weitere Mitglieder der Letzten Generation wegen Verdachts auf Bildung einer kriminellen Vereinigung aufgenommen hatte.
Hinrichs kandidierte bei der Europawahl in Deutschland 2024 auf Listenplatz drei der Wählergruppe Parlament aufmischen – Stimme der Letzten Generation mit der Berufsbezeichnung „Studentin, Klimaschützerin“. Die Gruppe erzielte keinen Sitz.
Im Juli 2024 wurde Hinrichs vom Amtsgericht Tiergarten zu einer Geldstrafe von 6000 Euro (150 Tagessätze zu je 40 Euro) verurteilt. Die Staatsanwaltschaft legte ihr elf Vorfälle in der Zeit von August 2021 bis Mai 2023 zur Last, bei denen Hinrichs sich mit weiteren Klimademonstranten auf Fahrbahnen gesetzt und so den fließenden Verkehr gestört habe. Nach dem Gericht ist sie in sieben Fällen der Nötigung sowie in sechs der Fälle auch des Widerstands gegen Vollstreckungsbeamte durch Festkleben an der Fahrbahn schuldig.